# سارة والتر
سارة والتر (بالفرنسية: Sarah Walter)‏ هي منافسة ألعاب القوى فرنسية، ولدت في 5 مايو 1978 في ستشيلتيغهيم في فرنسا.

## وصلات خارجية
- سارة والتر على موقع الاتحاد الدولي لألعاب القوى (الإنجليزية)
- سارة والتر على موقع الاتحاد الفرنسي لألعاب القوى (الفرنسية)